# 陈春江
陈春江（1971年5月—），男性，蒙古族，中共党员，内蒙古科左中旗人，中华人民共和国政治人物。

## 生平
陈春江曾担任天津市发改委副主任，中共天津市宁河区委常委、常务副区长等职务，2017年4月，出任中共天津市和平区委副书记、区长。2020年调任中华人民共和国商务部，先后担任服贸司司长、部长助理，2023年10月空降陕西，出任该省人民政府党组成员，同年11月，出任陕西省人民政府副省长。